# Jenna Street
Jenna Street (Estados Unidos, 3 de julio de 1982) es una nadadora estadounidense retirada especializada en pruebas de estilo braza larga distancia, donde consiguió ser medallista de bronce mundial en 1998 en los 200 metros estilo braza.

## Carrera deportiva
En el Campeonato Mundial de Natación de 1998 celebrado en Perth (Australia), ganó la medalla de bronce en los 200 metros estilo braza, con un tiempo de 2:26.50 segundos, tras la húngara Ágnes Kovács (oro con 2:25.45 segundos) y la también estadounidense Kristy Kowal (plata con 2:26.19 segundos).